# Galeodes clavatus
Galeodes clavatus är en spindeldjursart som beskrevs av Roewer 1934. Galeodes clavatus ingår i släktet Galeodes och familjen Galeodidae. Inga underarter finns listade i Catalogue of Life.